# 総合診療医

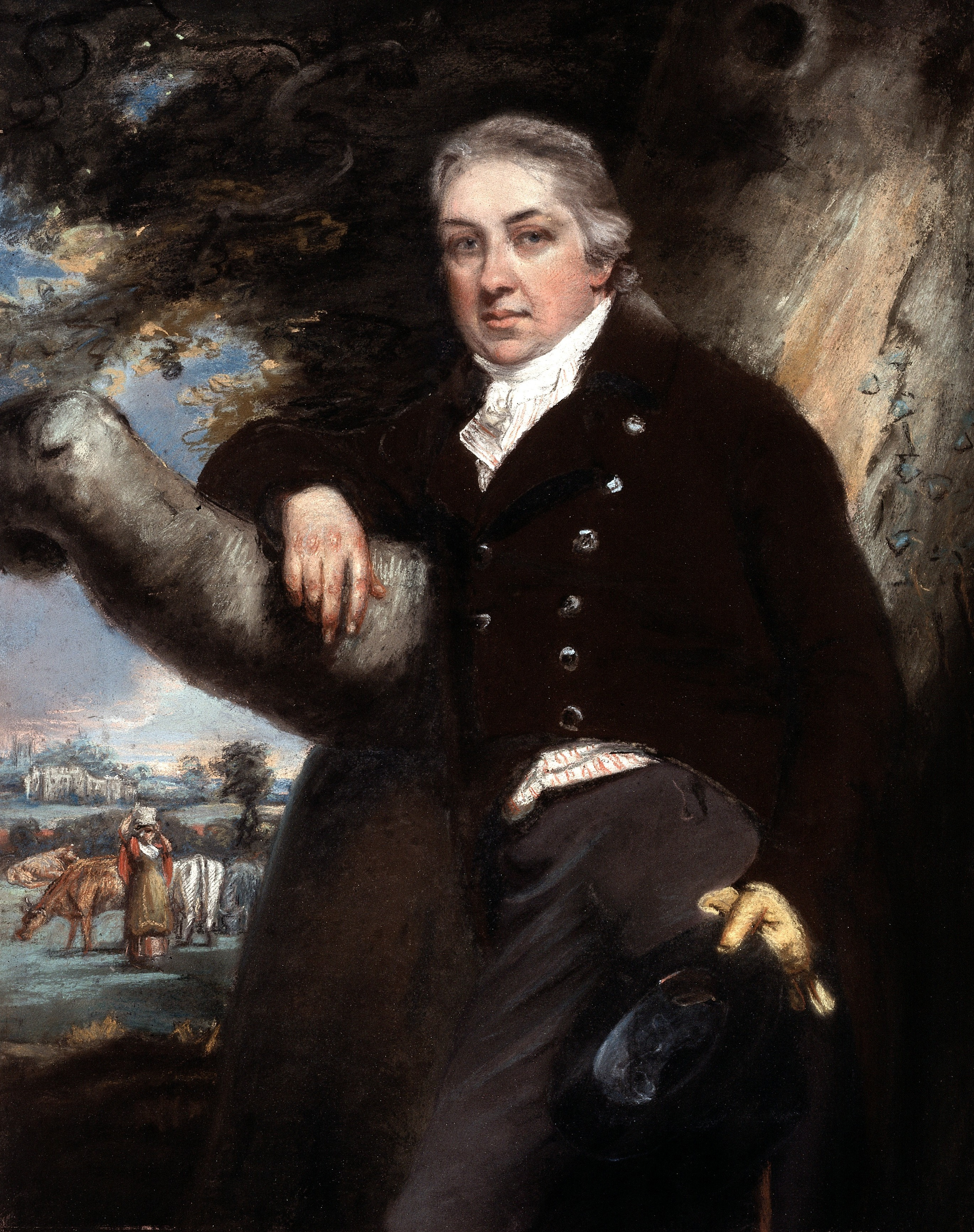
予防接種を開発したエドワード・ジェンナー

総合診療医（そうごうしんりょうい、英語: general practitioner, GP）とは、病気を心身から全体的に診療する医師である。病気の予防にも携わる。
総合診療は、患者の生活についての、生物学的・精神的・社会環境に着目し、ホーリズム的な手法である。総合診療医は、患者の特定臓器に着目するのではなく、全体的な健康問題に向き合って治療を行う。総合診療医は、その国のあらゆる年齢、および性別の患者を診療出来るよう、教育がなされる。
一部の国の医療制度において総合診療医は、プライマリケア保健センターに勤務してチーム医療の中心的役割を担っている。その他の国の制度では、総合診療医は開業医である。日本では、総合診療科を標榜して個別に実施されている。
総合診療医が担う役割は、世界各国やまた地方自治レベルでもさまざまである。先進国の都市地区においては、総合診療医は患者に密着した慢性期医療、および生命を脅かさない急性期医療が主な役割であり、深刻な疾病の早期発見、健康教育、予防医療なども担っている。
一方、先進国の農村部および発展途上国においての総合診療医は病院に準ずる救急医療や産科を担うことが多く、場合によりコミュニティによって運営される療養所の医療や、難易度の低い外科手術なども行うことがある。
general practitionerやGPという呼称は、イギリスやアイルランド共和国などのイギリス連邦諸国では普及している。英連邦諸国ではphysicianという呼称は特定分野の専門医を指すことが多く、とりわけ内科学であることが多い。英連邦諸国においてはGPの責務は明確に定義づけられているが、一方で北米地方ではあいまいであり、家庭医(family doctor)やプライマリケアのような意味合いとなっている。
医学界では、歴史的に総合診療医の立ち位置は明確でなかったが、1950年代に総合診療医は一つの専門領域として認知され、そのための専門教育が各国で施されるようになった。後の1978年アルマ・アタ宣言により、今日のプライマリケアおよび総合診療医としての地位が確立された。
経済協力開発機構は「健康増進のための最も費用対効果が高い方法は、GPによるプライマリケアである」と述べている。

## 各国の制度
| 国名 （五十音順） | %    |
| ----------------- | ---- |
| アイスランド      | 16.4 |
| アイルランド      | 66.4 |
| アメリカ合衆国    | 12.1 |
| イギリス          | 29.3 |
| イスラエル        | 20.3 |
| イタリア          | 23.4 |
| エストニア        | 25.7 |
| オーストラリア    | 47.3 |
| オーストリア      | 32.9 |
| オランダ          | 42.3 |
| カナダ            | 46.9 |
| 韓国              | 28.6 |
| ギリシャ          | 4.8  |
| スイス            | 27.5 |
| スウェーデン      | 16.2 |
| スペイン          | 18.8 |
| スロバキア        | 13.8 |
| スロベニア        | 21.1 |
| チェコ            | 19.3 |
| チリ              | 54.4 |
| デンマーク        | 21.0 |
| ドイツ            | 41.8 |
| トルコ            | 33.2 |
| ニュージーランド  | 31.4 |
| ノルウェー        | 26.6 |
| ハンガリー        | 11.6 |
| フィンランド      | 35.7 |
| フランス          | 47.2 |
| ベルギー          | 38.1 |
| ポーランド        | 18.8 |
| ポルトガル        | 52.1 |
| メキシコ          | 36.1 |
| ルクセンブルク    | 29.6 |

### イギリス
英国はGP制度を採用しており一次医療を担う。救急などの場合を除いて、担当GPの許可なく上位医療を受診することはできない。市民はNHS医療アクセスのためGP登録を行うよう義務を課されている（国民保健サービス#NHSの社会契約）。登録変更は自由に行うことができ、医師一人あたりの登録市民数は2,000人ほどである。英国医師の32％（約43,000人）はGPとして就業している。
英国でGPになるには医科大学卒業後、最低5年間の訓練に従事しなければならない。

### イタリア
イタリアの医療は国民保健サービス(SSN)によるGP制度であり、医師一人あたり最大1,500人の患者を受け持つ。

### オランダ
オランダの医療の一次医療は、GPに相当する家庭医（huisartsen）が担っており、GPは約9,000人存在する（半数が個人開業、半数は勤務医）。一次医療によって紹介を受けた者のみが二次・三次医療へのアクセスを許可される。

### カナダ
カナダの医療においては、英国のGP制度に類似した家庭医療という領域があり、医学教育卒業生の40%ほどがキャリアに選択している。
カナダのGPは政府から雇用されてはいないので、自由診療をも行うことができる。しかしGPの大部分は、州政府による公費負担医療保険プログラムから支給を受けており、その支払い制度は、出来高払い、月給制、その他さまざまな制度が存在する。

### フランス
フランスの医療においては、médecin généralisteが市民の長期医療に携わる。

### スペイン
スペインにおいては、GPは公式にはespecialistas en medicina familiar y comunitariaと定義されるが、一般的には"médico de cabecera"や"médico de familiaなどと呼ばれている。多くのGPは地方自治体が運営する公的保健機関に就業しており、たいてい月給制の雇用である。

### デンマーク
デンマークの医療ではプライマリケアの大部分はGPより提供され、GPへの診療報酬は人頭払いと出来高払いを組み合わせた英国類似の制度である。デンマークには約4,100人のGPがおり、一人あたり約1,300人の患者を受け持つ。

### ドイツ
ドイツの医療では、Hausarzt（家庭医）が家庭医療を担っている。

### 日本
日本の医療では、GP制度は実現されていない。一部、後期高齢者医療制度において「高齢者担当医」として後期高齢者診療料を設ける試みがなされている。2014年（平成26年）には主治医報酬（地域包括診療料）が創設された。
かつて1959年（昭和34年）の医療保障委員会最終答申（厚生大臣宛提出）では、イギリスの医療(ベヴァリッジ報告書)を参考に、GP制度の実現を強く求めていたが、日本医師会は「医療の国営化、人頭割制度につながる」として反対した。2009年のOECD対日審査においては、日本は不必要な専門医受診を防ぐゲートキーパー制度を導入し、また総合診療医の数を増やし、かつ専門医の役割を明確にするよう勧告されている。
2018年（平成30年）度より開始された日本専門医機構が認定する「新専門医制度」において、総合診療専門医が新設されることとなった。